# برنامه برون‌جای انجمن اروپایی باغ‌وحش‌ها و آکواریوم‌ها

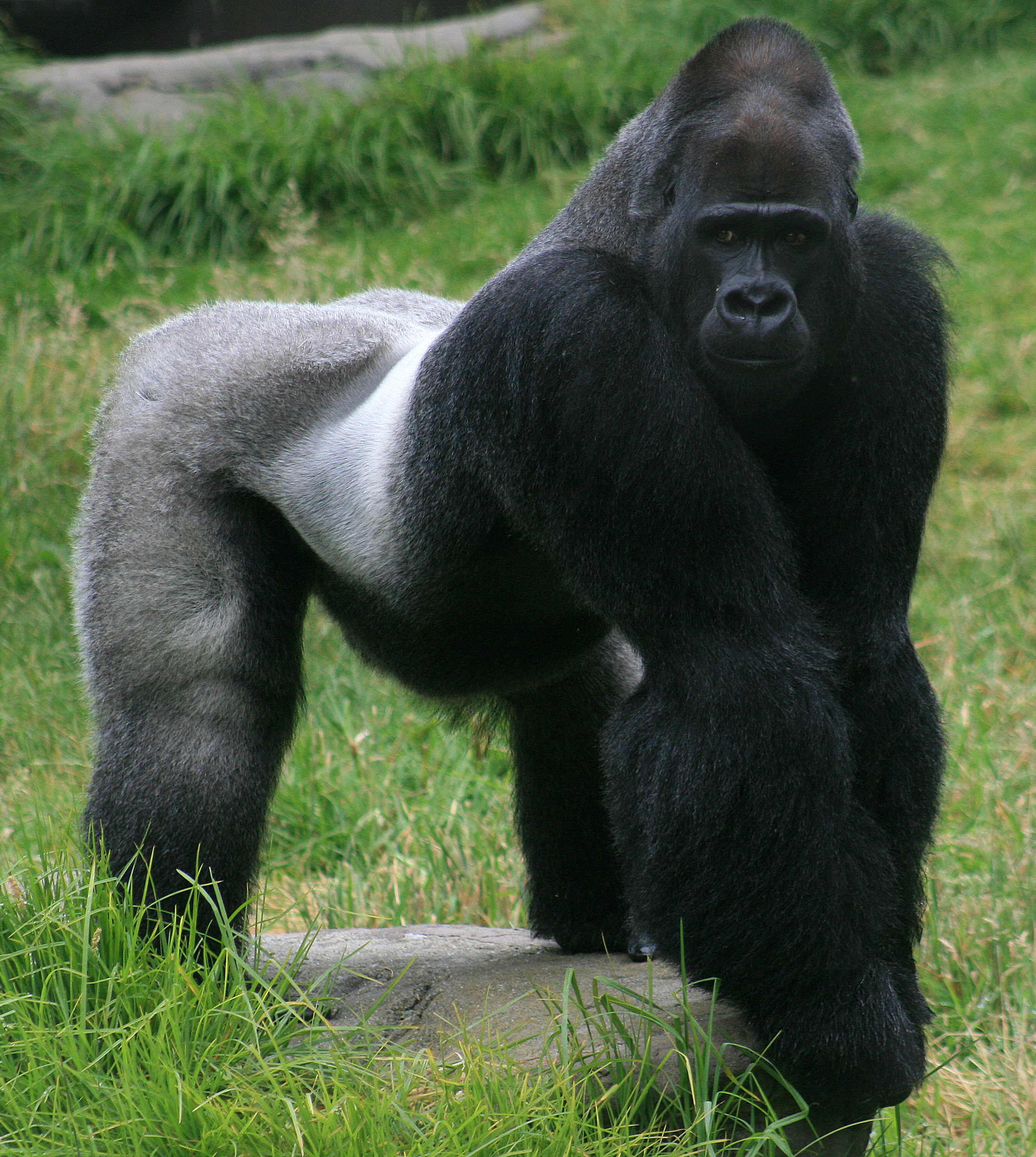
گوریل‌ها جانورانی تنومند با سینه‌ها و شانه‌های پهن، دست‌های بزرگ و انسان‌مانند و چشمان کوچکی هستند که در صورت‌های بی‌مو قرار گرفته‌اند.

برنامه برون‌جای انجمن اروپایی باغ‌وحش‌ها و آکواریوم‌ها (به انگلیسی: EAZA Ex-situ Programme(EEP))، یک برنامه مدیریت و حفاظت جمعیت توسط انجمن اروپایی باغ وحش‌ها و آکواریوم (EAZA) برای جانوران وحشی ساکن در باغ وحش‌های اروپایی است. این برنامه در گذشته به عنوان برنامه گونه‌های در معرض خطر اروپا شناخته می‌شد.
از سال ۲۰۲۲، بیش از ۴۰۰ گونه جانوری در برنامه برون‌جای EAZAارائه شده‌است.